# Travis Ewanyk
Travis David Ewanyk (* 29. März 1993 in St. Albert, Alberta) ist ein deutsch-kanadischer Eishockeyspieler, der zuletzt bis zum Ende der Saison 2024/25 bei den Starbulls Rosenheim aus der DEL2 unter Vertrag gestanden hat. Zuvor spielte der Center unter anderem für mehrere Jahre in der American Hockey League (AHL) sowie für die Krefeld Pinguine und Iserlohn Roosters in der Deutschen Eishockey Liga (DEL).

## Karriere
Nach ersten Erfahrungen bei Nachwuchsteams in seiner Heimatstadt St. Albert wurde Travis Ewanyk im Bantam Draft 2008 der Western Hockey League (WHL) von den Edmonton Oil Kings ausgewählt. Dort spielte er sich in den folgenden Jahren in den Fokus der NHL-Scouts. Im NHL Entry Draft 2011 wurde er in der dritten Runde von den Edmonton Oilers ausgewählt, die ihn ab Sommer 2013 im Farmteam Oklahoma City Barons in der American Hockey League (AHL) einsetzten. Im Juni 2015 wurde er gemeinsam mit einem Viertrunden-Wahlrecht für den NHL Entry Draft 2015 im Tausch für Eric Gryba an die Ottawa Senators abgegeben, bei denen er aber ebenfalls keine Chance in der NHL erhielt. Stattdessen spielte er in der Saison 2015/16 für die Binghamton Senators in der AHL.
Nachdem der Vertrag mit dem NHL-Franchise geendet hatte, spielte er in den folgenden beiden Spielzeiten in der ECHL für die Idaho Steelheads, Fort Wayne Komets und Wichita Thunder. Anschließend setzte Ewanyk seine Karriere in Europa fort. Im August 2018 überzeugte er beim Probetraining der Krefeld Pinguine und erhielt einen Vertrag für die Deutsche Eishockey Liga (DEL). Trotz eines schwachen Starts in die Saison wurde sein Vertrag anschließend um eine weitere Spielzeit verlängert. In die Saison 2020/21 startete er vereinslos, bis er im Dezember von den Eispiraten Crimmitschau verpflichtet wurde. Für Crimmitschau sorgte er mit einem sogenannten „Phantomtor“ für Aufsehen. Sein Schuss ging über das Tor, wurde von den Schiedsrichtern aber als Treffer anerkannt.
Zur Saison 2021/22 wurde er von den Iserlohn Roosters verpflichtet, konnte seine zweite Station in der DEL aber nicht nutzen, um sich dauerhaft in der Liga zu etablieren. Daraufhin unterzeichnete er wieder in der DEL2, bei den Bayreuth Tigers, einen Zweijahresvertrag. Mit 82 Strafminuten war er in der Saison 2022/23 der Spieler mit den meisten Strafminuten der Liga, obwohl er wegen einer Verletzung zum Ende der Hauptrunde einige Partien verpasste. Nachdem Bayreuth die Lizenz für die folgende Spielzeit verweigert worden war, wurde der Vertrag aufgelöst und Ewanyk wechselte für ein Jahr zum Budapester Verein Újpesti TE in die Erste Liga. Im Mai 2024 gaben die Starbulls Rosenheim aus der DEL2 die Rückkehr des Deutsch-Kanadiers nach Deutschland zur Spielzeit 2024/25 bekannt.

## Erfolge und Auszeichnungen
- 2012 Ed-Chynoweth-Cup-Gewinn mit den Edmonton Oil Kings

## Karrierestatistik
Stand: Ende der Saison 2024/25

### International
Vertrat Kanada bei:
- World U-17 Hockey Challenge 2010
- U18-Junioren-Weltmeisterschaft 2011

(Legende zur Spielerstatistik: Sp oder GP = absolvierte Spiele; T oder G = erzielte Tore; V oder A = erzielte Assists; Pkt oder Pts = erzielte Scorerpunkte; SM oder PIM = erhaltene Strafminuten; +/− = Plus/Minus-Bilanz; PP = erzielte Überzahltore; SH = erzielte Unterzahltore; GW = erzielte Siegtore; 1 Play-downs/Relegation; Kursiv: Statistik nicht vollständig)